# Иссова, Клара
Клара Иссова (чеш. Klára Issová; род. 26 апреля 1979, Прага) — чешская актриса.

## Биография
Родилась в 1979 году в Праге, дочь чешской матери и сирийского режиссёра Мишеля Иссы, племянница чешского режиссёра сирийского происхождения Морриса Исы, тётя — актриса Ленка Темерова, а двоюродная сестра — актриса Марта Иссова.
Уже в возрасте шести лет начала брать уроки драматического искусства, играла в школьном театре.
В 1995 году, в возрасте 15 лет, получила первую кинороль и сразу же была признана уникальным талантом как критиками, так и зрителями, получив номинацию на кинопремию «Чешский лев» в категории «Лучшая актриса».
В 1997 году окончила Пражскую консерваторию и вошла в постоянную труппу пражского театра под Пальмовкой.
Снялась во многих фильмах и телесериалах.

## Награды
- Берлинский кинофестиваль — приз независимого жюри «Shooting Stars», вручаемый молодым европейским актёрам (2007)
- Чешский лев в категории «Лучшая женская роль второго плана» (1998), трижды номинировалась в категории «Лучшая актриса» (1996, 2001, 2007)

## Избранная фильмография
- 1997 — Неясная весть о конце света / Nejasná zpráva o konci světa (Чехия) — Вероника
- 1998 — Анна Франк: вся история / Anne Frank: The Whole Story (Чехия, США) — Дженни Брандес
- 2005 — Гибель империи — 5-я серия: «Прорыв» (Россия) — Ева Шичкова
- 2008 — Хроники Нарнии: Принц Каспиан / The Chronicles of Narnia: Prince Caspian (США, Польша, Чехия) — нарнийская ведьма
- 2011 — Семья Никки / Nickyho rodina (Чехия) — мать
- 2015 — Убийство Иисуса / Killing Jesus (США) — Мария Магдалина
- 2016 — Всё или ничего / Všechno nebo nic (Словакия, Чехия, Польша) — Ванда — главная роль
- 2020 — Сопротивление / Resistance — Юдит, мать Элизабет